# Conny Öhman
Rolf Conny Arne Öman, född 19 december 1950 i Linköpings församling, Östergötlands län, död 7 september 2010 i Landeryds församling, Östergötlands län, var en svensk politiker (socialdemokrat), som var riksdagsledamot 1994–2006. Han var invald för Östergötlands läns valkrets.